# 幕川温泉
幕川温泉（まくかわおんせん）は、福島県福島市土湯温泉町（旧国陸奥国、明治以降は岩代国）にある温泉。

## 泉質
- 単純泉
- 硫黄泉

## 温泉地
奥土湯温泉郷の中では最も奥地にあり、土湯峠の県道から険しい崖沿いの道を数キロ走らなければたどり着けない。水戸屋、吉倉屋の二軒の旅館が隣同士に建っており、源泉を分け合っている。日本秘湯を守る会の会員である。また11月中旬～5月下旬は冬季休業をする。

## アクセス
- 東北自動車道福島西ICから国道115号を猪苗代方面へ進み、土湯トンネル手前で福島県道30号本宮土湯温泉線を土湯峠方面へ向かう。

## 周辺
- 鬼面山
- 磐梯吾妻スカイライン
- 土湯峠
- 野地温泉・新野地温泉・鷲倉温泉・赤湯温泉
- 横向温泉
- 箕輪スキー場